# Elecciones generales de Guyana de 1992
Las elecciones generales de Guyana de 1992 tuvieron lugar el 5 de octubre del mencionado año, novenas bajo sufragio universal y quintas desde la independencia del país, con el objetivo de renovar los 65 escaños del Parlamento unicameral del país, denominado Asamblea Nacional, que a su vez se encargaría de investir al presidente de la República Cooperativa para un período no mayor a cinco años. Simultáneamente, se renovaron los diez Consejos Democráticos Regionales de las distintas subdivisiones de primer orden del país. Tuvieron además el histórico carácter de ser las primeras elecciones en las que el gobierno permitió un estricto monitoreo por parte de observadores internacionales e independientes, generando que fueran los primeros comicios libres y justos que tenían lugar en Guyana desde 1964, antes de la independencia, en el marco del amplio proceso de reformas políticas y acuerdos con la oposición llevado a cabo por el presidente Desmond Hoyte, del Congreso Nacional del Pueblo (PNC), partido gobernante desde 1964 que había ganado las anteriores cuatro elecciones mediante fraude electoral e intimidación a la oposición.
El Partido Progresista del Pueblo - Cívico (PPP/Cívico), encabezado por el ex primer ministro e histórico líder de la oposición Cheddi Jagan, obtuvo una amplia victoria con el 53.45% de los votos sobre el PNC liderado por Hoyte, que buscaba la reelección. No obstante, la polarización entre ambas fuerzas demostró ser alta y el PNC continuó siendo una fuerza política más que coherente al obtener casi todo el resto del voto, con un 42.31%. El PPP obtuvo mayoría absoluta con 36 de las bancas contra 26 del PNC, viéndose el PPP beneficiado luego de que algunos representantes regionales del PNC se abstuvieran a la hora de elegir a los escaños regionales en al Asamblea Nacional. La Alianza del Pueblo Trabajador (WPA), de Clive Thomas, logró un escaño proporcional con el 2.01% de los votos y uno regional, y La Fuerza Unida (TUF), partido liberal liderado por Marcellus Fielden Singh, obtuvo el 1.05% y el escaño proporcionl restante. Los demás partidos no superaron el punto porcentual y no obtuvieron escaños. Aunque el voto no era obligatorio, la participación fue alta, con un 80.39% del electorado registrado emitiendo sufragio.
Tanto los observadores internacionales como las fuerzas contendientes reconocieron, por primera vez, que la elección había sido libre, justa y democrática, si bien se criticaron actos de violencia cometidos durante la mayor parte de la campaña y saqueos producidos en plena jornada electoral. Además de la mayoría de su partido, Cheddi Jagan recibió el apoyo de figuras de los otros dos partidos opositores representados y, en virtud del sistema proporcional vigente, le correspondía la presidencia por ser el candidato del partido que obtuvo más votos y escaños, por lo que asumió la presidencia de manos de Hoyte el 9 de octubre de 1992, consagrándose el primer cambio de gobierno por medios democráticos desde la independencia del país. Jagan moriría durante su mandato en marzo de 1997, siendo sucedido por su vicepresidente Sam Hinds hasta la elección, ese mismo año, de su esposa, Janet Jagan. Su victoria, mientras que puso fin a más de dos décadas de hegemonía fraudulenta del PNC, inauguró a su vez más de dos décadas de hegemonía democrática del PPP, ganando en todas las elecciones generales que siguieron hasta 2015.

## Antecedentes
Desde la instauración del sufragio universal en la entonces colonia de la Guayana británica hasta poco antes de la independencia, la vida política del territorio se vio dominada inicialmente por el Partido Progresista del Pueblo (PPP), presidido por el líder marxista Cheddi Jagan, que pretendía unificar a los dos mayores grupos étnicos del país, los guyaneses con ascendencia del Subcontinente Indio (denominados indoguyaneses), y los afrodescendientes (denominados afroguyaneses), en contra de la administración colonial y en busca de la emancipación del territorio. Una disputa con su antiguo aliado, Forbes Burnham, llevó a que este se separara del PPP de Jagan, fundado el Congreso Nacional del Pueblo (PNC). De este modo, se generó una suerte de bipartidismo étnico en el que la mayoría de los indoguyaneses apoyaron al PPP, mientras que los afroguyaneses se unieron al PNC, si bien en cierto modo expresaban ideologías izquierdistas muy similares. Durante la década de 1950, Jagan expresó un apoyo declarado a la Unión Soviética y la revolución cubana, lo que le valió la enemistad permanente del gobierno británico. En las elecciones de 1964, últimas bajo el dominio colonial, el PPP triunfó sin mayoría y el PNC formó una coalición con un partido conservador, La Fuerza Unida (TUF), facilitando el fin de la administración de Jagan y la llegada de Burnham al poder. Bajo su liderazgo, Guyana obtuvo su independencia como un Reino de la Mancomunidad en 1966 y, en 1970, se convirtió en una república.
En un principio, Burnham fue visto tanto por la administración colonial británica (que ayudó a instaurarlo en el cargo al remover a Jagan luego de que este se negara a dimitir de su cargo tras la derrota parlamentaria) como por el gobierno de los Estados Unidos, como mucho más ideológicamente moderado que su predecesor, a la espera de que su gobierno sirviera como un freno para las aspiraciones comunistas en una región ubicada estratégicamente en la esfera del Bloque Occidental. A pesar de esto, Burnham también nacionalizó casi la totalidad de las empresas guyanesas y estableció estrechos vínculos con el Bloque del Este. El gobierno del PNC ejerció a su vez su control sobre la maquinaria electoral para manipular las elecciones, instaurando el voto postal y voto en el extranjero, pero a su vez controlando directamente el transporte y recuento de los mismos. Dentro del país, se recurrió al fraude electoral abierto. Las elecciones de 1968 se vieron plagadas de irregularidades, que fueron denunciadas por el PPP y otras organizaciones menores, y facilitaron el acceso del PNC a una mayoría absoluta que le permitió gobernar solo. En 1970, Burnham declaró la "República Cooperativa de Guyana", nombre elegido para simbolizar la no alineación internacional aparente del país y su "cooperación" con el mundo. En las elecciones de 1973 y 1980, el fraude masivo facilitó que el PNC obtuviera mayorías de dos tercios, que le permitieron al régimen manipular a su antojo la constitución guyanesa. Si bien Jagan y otras organizaciones, así como parte de la comunidad internacional, condenaron el autoritarismo del gobierno, el PPP nunca boicoteó las elecciones y, si bien no reconoció los resultados, aceptó posteriormente tomar los escaños que les correspondieron en las legislaturas subsiguientes.
Las políticas del gobierno resultaron en un empobrecimiento progresivo de la población, así como en un aumento de la violencia interétnica entre los indoguyaneses y los afroguyaneses. Burnham gobernó como primer ministro hasta 1980 y luego como presidente hasta su fallecimiento el 6 de agosto de 1985, luego de someterse a una cirugía de garganta, siendo sucedido por su primer ministro Desmond Hoyte. Aunque las elecciones de diciembre de 1985 se vieron empañadas igualmente por la manipulación masiva, Hoyte encabezó una serie de reformas, aboliendo el voto postal y restringiendo el sufragio en el extranjero para volverlo menos arbitrario. Mientras que mantuvo la misma retórica del socialismo cooperativo de su predecesor, el desastre económico obligó en la práctica a Hoyte a encauzar al país hacia el libre mercado, con las primeras negociaciones con el Fondo Monetario Internacional teniendo lugar a partir de 1988. Tras su cuarta derrota electoral, el PPP y otros partidos de la oposición fundaron la Coalición Patriótica para la Democracia (PCD), que presentó una serie de reformas necesarias para garantizar una elección libre y justa, incluyendo una Comisión Electoral totalmente independiente, el escrutinio de votos en el mismo centro de votación, y la restricción de los militares a los cuarteles durante la jornada electoral. Hoyte se reunió con líderes de la oposición para discutir las reformas varias veces en 1989, sin demasiados avances.
De acuerdo con la constitución, las siguientes elecciones debían tener lugar a más tardar en mayo de 1991, y el clima general propiciaba la idea de que se adelantarían y serían a fines de 1990. A principios de 1990, la PCD amenazó con boicotear los comicios si no se cumplían la totalidad de sus demandas. Con escaso tiempo para implementar reformas tan significativas y poca legitimidad para enfrentar una elección sin opositores, Hoyte finalmente cedió ante la presión opositora, y la Ley Electoral fue enmendada el 29 de septiembre de 1990. Dicha enmienda cedió prácticamente la totalidad del control sobre las elecciones a la Comisión Electoral, así como la mayor parte de la autoridad en su comisionado, una figura independiente. Sin embargo, los fallos y discrepancias encontrados en las listas de votantes llevaron a que las elecciones se retrasaran en diversas ocasiones. Con el apoyo de organizaciones internacionales como el Centro Carter, así como la intervención de la PCD y del propio gobierno, se confeccionó un registro electoral más seguro, programándose las elecciones para finales de 1992, más de un año y medio después de lo constitucionalmente previsto.

## Sistema electoral
Los 65 escaños de la Asamblea Nacional de Guyana son elegidos mediante un sistema mixto proporcional para un mandato de un máximo de cinco años, pudiendo disolverse la asamblea y convocarse a elecciones anticipadas durante este período. El país está dividido en diez regiones, que a su vez actúan como distritos electorales uninominales para la elección de 10 escaños, siendo los otros 2 designados por el Congreso Nacional de Órganos Democráticos Locales. Los 53 restantes se eligen mediante representación proporcional con listas cerradas en una única circunscripción nacional, constituida por todo el país, y las bancas son asignadas mediante Cociente Hare. El candidato propuesto por el partido que obtenga la mayor cantidad de escaños es automáticamente elegido presidente de la República Cooperativa, y dura en el cargo mientras mantenga la confianza del poder legislativo durante la incumbente legislatura. Si el presidente es sometido a una moción de censura en el transcurso de ese período y pierde la misma, puede renunciar para entregar el cargo al candidato propuesto por el parlamento, o bien disolverlo y convocar a nuevas elecciones.
Todo ciudadano guyanés mayor de dieciocho años tiene derecho a voto, mientras que todo aquel que cumpla los requisitos previos de ciudadanía y, al mismo tiempo, tenga comprensión suficiente del idioma inglés como para tomar parte en los procedimientos legislativos, tiene derecho a ser elegido diputado. Los candidatos deben estar afiliados a un partido político o bien su candidatura debe ser respaldada por una fuerza legalmente registrada (partido o coalición). Los partidos deben recibir doscientos avales de ciudadanos para poder competir, y un tercio de los candidatos que presenten deben ser mujeres. El voto no es obligatorio, pero la participación electoral de todas formas suele ser alta.

## Campaña
La ley electoral guyanesa no define cuando comienza la campaña electoral, solo acuerda su final el día antes de la jornada previa a las elecciones. A principios de agosto, una serie de publicidades televisivas y actos políticos realizados por el PNC generó un ambiente de especulación sobre que la fecha de las elecciones se confirmaría pronto. Hoyte emitió un mensaje televisado el 29 de agosto anunciando el 5 de octubre como la fecha electoral, lo que se considera que inició, de facto, la campaña. Jagan y Hoyte corrían con ventaja ante los demás candidatos, no solo en lo que respecta a recursos políticos y económicos, al manejar el PNC el estado y siendo el PPP el partido opositor con mayor estructura; sino que también eran, para comienzos de la campaña, los líderes políticos más populares y conocidos ante el público. La mayor parte de los partidos y fuerzas contendientes no presentaron manifiestos o plataformas y, para el día de los comicios, una buena parte de la población ignoraba qué otros candidatos presidenciales había aparte de Jagan y Hoyte. El clima político del país y la expectativa por lo que parecía ser una elección competitiva llevó a un ambiente social sumamente politizado, realizándose masivas concentraciones partidarias en todo el país, siendo por lógica las más destacadas las del PNC y el PPP.
Jagan en su campaña hábilmente desligó a su partido del marxismo-leninismo y declaró haber abandonado tales ideales, abocándose más a la socialdemocracia. Afirmó que, de ser elegido, su gobierno favorecería a algunas empresas privadas, particularmente en las industrias de minerales y energía más grandes del país. Sin embargo, al mismo tiempo, enfatizó de que el gobierno no debía caer en un neoliberalismo agresivo, preservando los derechos de los trabajadores y el interés nacional, así como la soberanía económica de Guyana, comprometiéndose a buscar un plan de desarrollo económico que favoreciera a todos los ciudadanos. Evitando, sin embargo, ahondar demasiado en temas económicos, prefirió centrarse en los políticos, destacando la necesidad de un cambio y una rendición de cuentas después de veintiocho años de gobierno represivo e ineficiente del PNC, y acusando al gobierno de Hoyte de ser violento. Con su cambio de nombre a "Partido Progresista del Pueblo - Cívico", el partido intentó apelar por fuera de su electorado tradicional indoguyanes, incorporando a políticos de otras razas, destacando el candidato a vicepresidente Sam Hinds, que pertenecía al sector "Cívico" del partido (del que provenía la adhesión de dicho término al nombre del mismo).
Por su parte, el PNC buscó establecer la idea de que Hoyte, al realizar una reforma política sustancial así como un acercamiento al libre mercado, había roto definitivamente con el pasado, defendiendo su historial de renegociación de la abultada deuda externa del país. La mayoría de los demás partidos, conscientes de su desventaja, centraron su campaña en acusar tanto al PNC como al PPP de haber dividido al país en grupos étnicos, reclamando que era necesario que se fundaran partidos multirraciales que representaran al conjunto de la nación.

## Controversias
Muchos guyaneses demostraron temor ante la idea de que la campaña electoral estuviera marcada por hechos de violencia. Mientras que sucedieron algunos incidentes, como un ataque a varios trabajadores de La Fuerza Unida, entre los cuales se encontraba su dirigente y futuro candidato presidencial Manzoor Nadir; así como una puñalada a un militante del PNC, la campaña estuvo remarcablemente libre de actos intimidatorios con respecto a las que la precedieron, considerándose más generalmente pacífica.
En un intento de evitar que se organizara un fraude dentro del país, la Fundación Internacional de Sistemas Electorales (IFES) propuso que las papeletas fueran impresas en Miami, fuera de Guyana, bajo una estricta supervisión tanto en el proceso de impresión como en el de traslado, propuesta que fue aceptada por los partidos políticos. A la llegada de las boletas electorales a Georgetown, se comprobaron dos errores. En varias boletas del PPP (que se había inscrito como "Partido Progresista del Pueblo - Cívico") se había suprimido la terminación "Cívico", y la trotskista Unión de la Internacional Guyanesa (UGI) estaba registrada como Union of Guyanese International, pero en algunas boletas malogradas aparecía como United Guyanese International. El PPP aceptó la situación luego de que la Comisión Electoral asegurara que no se invalidaría ningún voto con la boleta del PPP sin la terminación "Cívico", siempre y cuando dicho voto cumpliera los demás requisitos para ser considerado válido. La UGI optó por no cambiar la legitimación de su boleta.
Durante la campaña, varios partidos denunciaron que el PNC gozaba del control de los medios estatales y que el PPP tenía sus propias publicaciones con una amplia tirada, así como el apoyo de algunos medios privados, lo que beneficiaba demasiado al bipartidismo e impedía a las fuerzas menores expresar sus mensajes. Sin embargo, los observadores internacionales declararon que, en general, los partidos pudieron realizar campaña libremente, aunque esta se veía limitada a los recursos económicos de los que dispusieran.

## Elecciones generales

### Nivel general
|  | 53.45 % |

|  | 42.31 % |

|  | 2.01 % |

|  | 1.05 % |

|  | 0.51 % |

|  | 0.44 % |

|  | 0.09 % |

|  | 0.04 % |

|  | 0.04 % |

|  | 0.03 % |

|  | 0.02 % |

|  | 98.17 % |

|  | 1.83 % |

|  | 100.00 % |

|  | 80.39 % |